# Dom Pamięci Avrama Iancu
Dom Pamięci Avrama Iancu (rum. Casa memorială „Avram Iancu”) – zespół zabytków związanych z prawnikiem i działaczem niepodległościowym, Avramem Iancu, znajdujący się na terenie wsi Incesti w gminie Avram Iancu, w okręgu Alba w Rumunii (Siedmiogród, Masyw Bihorski).

## Historia
Casa Iancului została zbudowana około 1800 przez rodziców Avrama Iancu – Alexandru i Marię. Obiekt ma mocno spadzisty dach. Oficyny zostały zbudowane w 1924 przez Stowarzyszenie ASTRA z Sybina i wówczas otwarto muzeum. W czasach komunizmu, do 1972 oficyny te służyły jako sale lekcyjne dla szkoły podstawowej w Incești. W 1972 (w setną rocznicę śmierci Iancu) muzeum zostało poddane renowacji.
Zespół pamiątkowy otwarto po kolejnym remoncie 1 września 2013. Prace prowadzone były w ramach projektu „Odbudowa Muzeum Pamięci Avrama Iancu (konsolidacja, restauracja, rozbudowa)” i rozpoczęły się w 2010. Koszt przedsięwzięcia wyniósł 4,8 miliona lei. Projekt restauracji muzeum obejmował prace architektoniczne, umocnienie fundamentów i ogrodzenia. Przed domem pamięci umieszczono popiersie Avrama Iancu, który jest rumuńskim bohaterem narodowym.

## Ekspozycja
W skład kompleksu wchodzi Dom Pamięci Avrama Iancu (rum. Casa Iancului), miejscowe muzeum, szkoła i kościół.
Na wystawie stałej znajdują się fotografie, dokumenty rodzinne, rzeczy osobiste, broń i sztandary. Przechowywane są tu świadectwa szkolne Iancu, jego testament oraz dokumenty dotyczące przygotowań i przebiegu rewolucji 1848-1849 na terenie Siedmiogrodu. Ekspozycja etnograficzna obejmuje m.in. specyficzne dla regionu naczynia, narzędzia do robienia ciubere (sauny), a także furmanki i inne.